# 尼泊尔佛教
佛教起源於尼泊尔，在现代是尼泊尔的第二大宗教（第一是印度教），以南传佛教和藏传佛教为主。根据2001年的人口普查，10.74%的尼泊尔人口信奉佛教，主要是使用藏缅语的族群，如尼瓦尔人。2011年数据表明，尼泊尔约有9%人口信奉佛教。
尼泊爾的佛教徒人口目前正在下降，最新的人口普查顯示，尼泊爾8.21%的人口信奉佛教，比2001年下降了2.5%。基督教在當地人口中的激增可能是這種下降的原因。

## 歷史
作为释迦族迦毗罗卫王国的王子，悉达多出生於蓝毗尼，即如今的尼泊尔藍毗尼專區鲁潘德希；经过四門遊觀，他终于出家求道，并在现位于印度菩提伽耶的菩提树下成道爲释迦牟尼佛。随後，他在鹿野苑初转法轮，第一批僧伽由此诞生。
在印度大一統的孔雀王朝時期，阿育王定佛教爲國教，國內興建阿育王石柱，在現今尼泊爾境內仍留有遺跡。說一切有部在尼泊爾曾十分盛行，大乘佛教興起後，瑜伽行派祖師的世親菩薩還到過尼泊爾弘法。
公元4世紀，離車族在尼泊爾建立尼波羅王朝，佛教和印度教同時在此地繁榮發展。塔库里人光胄王（Amshuverma，傳統音譯鸯输伐摩，現代音譯阿姆蘇·瓦爾馬）同時弘揚佛教和印度教，在國內興建佛教建築；他還将女兒尺尊公主（Bhrikuti，藏文：Bal-mo-bza' Khri-btsun）远嫁给藏地吐蕃国的松赞干布进行政治联姻，帶去了印度佛教；同一時期，漢地中原帝國文成公主也嫁給松贊干布，帶去了漢傳佛教。藏人認為這是觀世音菩薩的化身度母流下的兩滴眼淚所化成的兩位公主，她們入嫁的同時將佛教傳入藏地。 
公元6世紀，唐玄奘法師曾到達尼泊爾，藍毗尼的地址就是根據他的《大唐西域記》的記載推斷出來的。
8世紀末到9世紀初，印度教經由阿迪·商羯罗的改革，出現復興運動，佛教的發展受到打擊。後來的幾個世紀，由少數師徒密傳的佛教密宗受到弘揚，并在印度和尼泊爾境內廣為流傳。 
12世紀至13世紀，信奉伊斯蘭教的突厥人、阿拉伯人進襲印度文明區，大肆破壞當地的佛教和印度教文明。印度的僧侶攜帶經典逃至周邊尼泊爾、藏地等地，尼泊爾保留了許多佛經孤本。
1926年和1944年，拉納王朝由于政治和宗教原因，两度驱逐佛教僧侣。

## 與周邊聯繫
尼泊爾的佛教一直與印度和藏地保持著密切聯繫。一些印度的高僧也常在尼泊爾停留弘法。 
密教在尼泊爾流行後，很快又傳入了藏地。743年，赤松德贊邀請印度高僧入藏弘法，寂護尊者入藏前曾在尼泊爾停留了6年，並爲創建斯瓦扬布寺奠基。蓮花生大士在入藏前，也曾在尼泊爾停留過4年。 
11世紀至15世紀，藏傳佛教形成了諸多宗派，這些宗派也經由僧侶交流傳入尼泊爾。藏地高僧在前往印度求法時也時常停留在尼泊爾一段時間。

## 現狀
尼泊爾的國教是印度教，佛教在尼泊爾并不佔絕對優勢，但政府對其採取保護的態度。進入近現代，尼泊爾佛教得到復興，南傳上座部佛教和藏傳佛教相繼回到尼泊爾，境內諸多佛教聖地吸引著全球的佛教徒前來朝聖。
在尼泊爾，大多數人認為自己是印度教徒。然而，佛教的影響在尼泊爾文化的大多數方面普遍存在，在某種程度上，佛教和印度教寺廟是兩種信仰的人共用的禮拜場所，因此，與其他國家不同，尼泊爾印度教和佛教之間的區別並不總是很清楚。
1944年，遭拉纳总理驱逐後流亡归来的尼泊爾僧人达摩罗迦（Dhammalok）、甘露喜和释迦难陀加德满都的舍利伽寺创建了佛教复兴会，建起楞枷寺，翻譯出版了一些巴利文佛經和研究文獻。1967年，联合国秘书长吴丹考察蓝毗尼，并提议开发蓝毗尼，使蓝毗尼成为维护世界和平、促进国际合作发展、进行国际文化交流的中心。1970年，联合国开发计划署和尼泊尔政府共同成立蓝毗尼开发委员会，世界佛教联谊会号召其下属的70多个分会（包括中国佛教协会）向蓝毗尼开发委员会捐资建寺，建立起由各地風格的寺廟組成的萬國寺群，2000年一期竣工的中華寺（彌勒寺）是藍毗尼唯一的漢地風格佛寺。。
由于尼泊爾佛教和藏傳佛教联系十分密切，中國和尼泊爾政府於1956年签订协定，为两国佛教徒往来和朝圣提供了方便。
- 藍毗尼摩耶夫人寺
- 藍毗尼緬甸金寺
- 藍毗尼中華寺大雄寶殿
- 釋迦牟尼佛陀的出生地
- 藍毗尼的一座覆钵式佛塔